# ضياء باشا
عبد الحميد زياد الدين
ويعرف بالاسم المستعار ضياء باشا
(1829 - 17 مايو 1880) (بالتركية: Ziya Paşa)‏، كاتب ومترجم وإداري عثماني، وأحد أهم المؤلفين خلال فترة التنظيمات في الدولة العثمانية إلى جانب إبراهيم شناسي ونامق كمال. قدم أعمال كثيرة واحتل مكانة بين المثقفين العثمانيين وكان من أوائل من صرحوا على الساحة الأدبية بمفهوم «التغريب».[بحاجة لمصدر] وهو والد «رشاد باى» من القادة المشهوريين في حرب التحرير الوطنية.
شغل عدة مناصب في الدولة. فكان عضوا قياديا في الجمعية السرية الإصلاحية المعروفة باسم العثمانيين الشباب منذ عام 1865. وفي عام 1867 ذهب مع نامق كمال إلى باريس ولندن، حيث نشر صحيفة تُدعى حريت (الحرية).
بعد عودته إلى الإمبراطورية العثمانية عين حاكماً لأيالة قبرص وأماسيا وقونية وحلب وأضنة. تحولت بعض أبياته إلى مقولات يضرب بها المثل: «لا تنظر لكلام المرء أنما عمله هو مرآته» و«ترى عقل المرء في عمله».

## حياته
ولد في إسطنبول عام 1825، كان والده فريد الدين أفندى من أرض الروم وعمل ككاتب في جمرك «جالاته» أما والدته فهي ربيت هانم. اسمه الحقيقي هو «عبد الحميد ضياء الدين» بدأ طالب في «كانديللى»، وأكمل في مدرسة العلوم الأدبية القريبة من السليمانية وتعلم اللغة العربية والفارسية بدروس خاصة.
عمل لفترة في دائرة مراسلات الصدارة. ودرس اللغة العربية والفارسية التي كانت مستمرة في هذه الفترة وقد ساعدته على أن يرتقى بالأدب الكلاسيكي. كما ألتحق بجلسات لبيب أفندى التي كان يعقدها في قونيا فهو تصدر شعراء وعلماء عصره. وبفضل مصطفى رشيد باشا الصدر الأعظم الذي قدر نجاحاته التي قدمها في الشعر وفي عمله في دائرة الصدارة تم تعيينه في 1855 في دائرة كتابية وفي هذه الأثناء تعلم اللغة الفرنسية.
كما كان له السبق في ظهور الترجمة المنظومة لأول مرة في الأدب التركي . وترجم عن اللغة الفرنسية أعمال باسم تاريخ الأندلس" للويس فيرادوت، و "تاريخ المحكمة الكاثوليكية" للروائي "شيرائيل ولافيلا " بالأضافة إلى انضمامه لمجالس "جمعية الشعراء"التي تنظم في منزل " هرساكلى عارفى حكمت بيه "في منزل لالى.
بعد وفاة مصطفى رشيد باشا. وبسبب خلافه مع محمد أمين على باشا الذي كان صدر أعظم بعدة تم استبعاده من وظيفته وأبتعد عن القصر.
وكان شعره «ترجيع بند» حقق شهره واسعة لأول مرة في الساحة الأدبية. وفي هذا الشعر الذي كان بطول 132 بيت على الطراز الديوانى، طرح فيه الكائنات والعالم بمفهوم جديد وأنتقد فيه القشرة الخارجية للحكومة.ضياء باشا الذي تولى وظيفة في سفارة آتينه قبل الابتعاد عن القصر، أصبح مسؤول مالى في قبرص في 1861 ولقب ب«الباشا».
كما كان متصرف برأس المال في قبرص فقد فقد هناك أيضا من قبل طفولته ووالده، أصبح مسؤول مالي في آماسيا 1861 وفي جانيك في 1865 وعاد إلى اسطانبول في 1866، وفى عودته مسؤول مالى لقبرص فقد زوجته أيضا التي كانت مريضة.
ضياء باشا الذي كان عضوا في جمعية العثمانيين الجدد المعارضة للإدارة، بسبب المقالات التي تتنتقد الحكومة والتي نشرت في جريدة المخبر التي أصدرها فيليب أفندى في ديار بكر انتقل من جديد في أبريل 1867 لقبرص.

### الهروب لقبرص
رجل الدولة العثمانية الذي أستقر في باريس بشكل تابع للقصر منذ فترة قصيرة ومصطفى فاضل باشا أمير مصر، قاموا بواسطة رجل تم أرساله لأسطانبول، بدعوة كلا من ضياء باشا ونامق كمال إلى باريس إلا أن نامق كمال لم يذهب فقد انتقل كمساعد لوالى أرض الروم قبل بضعة أشهر، وأخبرهم أنه سوف يتم تخصيص لهم معاش مالى. فذهب كلا الشاعرين ضياء باشا ونامق كمال إلى أوروبا وقبلوا العرض ولم يعارضوا الحكومة. واعلمهم أيضا أنهم في أستطاعتهم اصطحاب الأشخاص المهمين لهم.حيث شملت الدعوة أيضا على سوافى وآغاه أفندى.وبعد أخبار مدحت باشا عن ذهابهم قد هربوا من الدولة بواسطة سفير فرنسا ووصلوا إلى ميناء ماسينا بآيطاليا.

### سنوات أوروبا
فضياء باشا، نامق كمال وسوافى أفندي الذي كان متواجد في ماسينا، في 30مايو 1867وصل إلى باريس وقاموا بزيارة مصطفى فاضل باشا في أستراحته وبسبب كبر سنه فكان بمثابة القائد لهذه المجموعة.
ضياء باشا الذي بدأ حياته في أوروبا في باريس، بسبب زيارة السلطان عبد العزيز للمدينة لحضور معرض باريس شعر ضياء باشا أنه من الأفضل مغادرة المدينة بشكل مؤقت وفي 30 حيزران 1867 ذهب مع كلا من نامق كمال، آعاه وسوافى أفندى إلى لوندرا، وعلى آثر وصل السلطان عبد العزيز إلى لوندرا لأستكمال جولته السياحية في أوروبا انتقل ضياء باشا إلى برجون، إلا أنه كتب آثر في شكل عرض وألتماس تقدم به إلى السلطان عبد العزيز وأسماه «عرض حال ضيا» وكان هذا الأثر عبارة عن انتقاد وهجاء ضد «على باشا».
العثمانيين الجدد، بعد زيارة السلطان عبد العزيز السياحية لأوربا شكلوا برنامج عمل، وطبقا لهذا البرنامج قرر كلا من نامق كمال وضياء باشا إصدار جريدة باسم «الحرية» صدر العدد الأولى من مجلة «الحرية» في 29 أغسطس 1868 في هذا العدد الأولى تم نشر مقالة هجومية وانتقادية للسياسة العثمانية، المقالة كانت لاذعة أكثر مما طلب مصطفى فاضل باشا الذي قد تصالح مع السلطان عبد العزيزوعاد إلى اسطانبول، ولهذا السبب قام مصطفى فاضل أفندى بتهديد العثمانيين الجدد بأن يقطع عنهم المخصصات المالية التي كانت تقررت لهم.وحتى يمنع المقالات الهجومية للعثمانيين الشباب قام بأرسالمقالة لسفير لوندراووزير الخارجية فؤاد باشا وأتفق مع الحكومة الأنجليزية أن توقف هذا النشر، لهذا السبب ضياء باشاتعرض لمشاكل في أنجلترا وأطلق صراحة بكفالة مالية.
العثمانيين الجدد الذين قبلوا دعم الخديو إسماعيل بمصر بعد انقطاع مساعادات مصطفى فاضل عنهم، أستمروا بإصدار هذه الجريدة في ظل هذا الدعم، في الجريدة التي ترأسها نامق كمال نشرت مقالات ذات أفكار متعارضة فيما بين نامق كمال وضياء باشا فقد طرح ضياء باشا مقالاته عن سوء أستغلال الوزراء العظام في الدولة العثمانية في ظل الظروف السيئة التي تعيشها الدولة أما نامق كمال فكانت مقالاته عن فساد النظام. فضياء باشا في مقالاته يهاجم بشكل واضح حكومة على باشا.لكن نامق كمال يشن حرب كلامية ضد الخديو إسماعيل.فالخلافات التي كانت بينهم وأتباع نامق كمال لرغبة مصطفى فاضل أفندى جعلته ينفصل عن الجريدة في 16 أيلول 1869.
ضياء باشا الذي ضاقت به الأفق، قد أعاد لمصطفى باشا الأموال التي تجمعت تحت يدية وانتقل إلى جنفرا وبناء على العلاقة التي أقامها مع الخديو إسماعيل وتلقيه دعما منه، أعتبارا من 13 أيلول 1869 بدأ بإصدار جريدة في جانفرا برأسة ضياء باشا بعد فترة انتقل إلى لوندراوأستمر هناك في نشر جريدة الحرية. وبسبب التلميحات التي جاءت في مقالة بعنوان «محاكمة على باشا» التي كتبها على السوافى في العدد 78 من نفس المجلة، قد تم القاء القبض على ضياء باشا من قبل السلطات الأنجليزية، وعندما أطلق صراحة بكفالة مالية هرب إلى فرنسا. وفي شهر أبريل لعام 1870 انتقل إلى سويسرا وعندما أسس مطبعة جديدة أصدر الجريدة أعتبارا من العدد 89 بالطباعة الحجرية. والجريدة تم أغلاقها بعد نش عددها الأخير في 29 مايو 1870.
ضياء باشا الذي أراد أن يصدر مجلة أخرى بعد أغلاق جريدة الحرية لكنه لم ينجح في ذلك، تم السماح له بالعودة إلى اسطانبول في 18 أغسطس 1871 بعد مقتل الصدر الأعظم على باشا.

### سنوات إسطنبول
بعد عودته إلى أسطنبول تقلد ضياء باشا عدة مناصب حكومية في الفترة من 1872-1876. عين في هيئة تشكيل الدستور التي تأسست إثر الإطاحة بالسلطان عبد العزيز من العرش وتولي السلطان عبد الحميد الثاني بدلا منه. في تلك الفترة كان يعمل في وظيفة مستشار المعارف إلا أنه كان معني أكثر بإعداد الدستور من الأعمال الأستشارية.
بعد إعلان الدستور في 23 ديسمبر 1876، ألقى السلطان عبد الحميد القبض على العثمانيين الجدد وأستبعدهم من حوله بالنفي، ولكي يستبعد ضياء باشا أيضا أرسال والي على سوريا برتبة وزير.
بعد ولاية سوريا التي أستمرت ثلاثة أشهر، عين ضياء باشا واليا في قونيا لمدة عام وقام بأعمال وأبحاث خاصة بالتعليم، وفي النهاية تولى ولاية أضنة عام 1878 وقام بأنشطة عدة في مجالس التعليم والثقافة في أضنة، وحذى حذو أحمد وفيق باشا وإلى بورصة وإنشأ مسرح وأستدعى فرقة مسرحية من إسطنبول ليقدموا عروضهم عليه وقاموا بالترجمة عن اللغة الفرنسية. كما قام بأعمال أنشائية وفتح مدرسة.

## وفاته
وافته المنية في 17 مايو 1880 في أضنة التي عمل بها واليا لما يقرب من عامين. ودفن في مثواة الأخير بجوار جامع أضنة الكبير عقب مشهد جنائزي مهيب. في عام 1881 أنشأ عابدين باشا والي أضنة مقبرة خاصة بضياء باشا، وفي عام 1960 تحول المكان المحيط بالمقبرة إلى حديقة.

## حياته الخاصة
تزوج ضياء باشا مرتين، أنجب من زواجه الأول ثلاث أبناء خيالى، سانيحا، ووحيد ضياء باشا، ثم تزوج للمرة الثانية من سعادت هانم وأنجب منها: رشاد بأي وهو من القادة المشهورين الذين شاركوا في حرب التحرير التركية 1879.

## أعماله الأدبية
يعتبر ضياء باشا أحد أكثر كتاب أدب التنظيمات المعاصرين غزارة في الإنتاج الأدبى بعد نامق كمال وعبد الحق حامد طراخان وتركز معظم إنتاجة الأدبى على الشعر. وفى أعماله الأدبية تبنى قضية الحريات والمشروطية ضد ضغيان الإدارة الحاكمة. احتل مكانة هامة بين رواد أدب التنظيمات، والمدافعين عن التغريب والتجديد. وقام هو ونامق كمال وشناسى بوضع أسس الأدب التركي الحديث.
أراد أن يخرج من نطاق تقاليد الأدب التركي ، ودافع عن ضرورة أن تكون لغة الأدب والشعر هي لغة الشعب.وعلى الرغم لاستخدامه أشكال شعرية من الشعر الديواني إلا أنه تناول فيه موضوعات مثل الشعب، العدالة، الحضارة والحرية وفي أشعاره التي أسماها «ترجيع بند» و«تركيب بند» وقف على موضوعات ميتافيزيقية مثل استحال فكرة حرية الإنسان في قراره وواقعه ومدى السيطرة الألهية عليه. طبع هذان الأثران أكثر من مرة.
جمع ضياء باشا أشعار لشعراء العرب والفرس والترك في الفترة من (1874-1875) في موسوعة أدبية من ثلاث مجلدات باسم «خرابات»، وفي المقدمة المنظومة التي كتبها لهذه الموسوعة،والتي طبعت بشكل منفصل باسم «مقدمة خرابات» تحدث بالمدح عن الشعر الديواني، وكان هذا سبب في فساد العلاقة بين ضياء باشا ونامق كمال، الأمر الذي دفع الأخير لكتابة عمل منظوم باسم «تخريب خرابات» يهاجم فيه الرأي الذي طرحه ضياء باشا في الأدب الديواني. جمعت أعمال ضياء باشا المنظومة في مجلد باسم «أشعار ضياء» على يد صهره «حمدى باشا» ، ثم جمعت في مجلد آخر بأسم «كليتي ضياء» على يد سليمان نظيف.
كان لدى ضياء باشا أيضا منظومة شعرية باسم «ظفر نامة» كتبها يهجو فيها علي باشا. أما الموضوعات السياسية فقد تناولها ضياء باشا في كتيبات صغيرة خارج الشعر، ومن أهم هذه الأعمال «رؤية» «فراسة السلطانية الثنية» «عرض حال ضياء باشا»، والمقالة التي نشرها في العدد 11 بتاريخ 7 أيلول 1868 في جريدة الحرية بعنوان "شعر وأنشاء" والتي نالت شهره واسعة، إذ طرح في هذه المقالة فكرة ضرورة الأستفادة من الشعر الشعبي في أشعارنا وأستخدام اللغة التي يفهمها الشعب.
ترجم ضياء باشا من اللغة الفرنسية إلى اللغة التركية كتاب «تاريخ الأندلس» وكتاب «تاريخ المحاكم الكاثوليكية» كما ترجم بعض أعمال الكاتب «موليرا» بشكل منظوم للأول مرة في الأدب التركي .واحتلت تلك الترجمات مكانه هامة بين أشهر الترجمات للغة التركية وترجمة «تلماك» التي ترجمت عن فينالون وترجمة «ايميل» لجان جاك رسو.

### الكتب المطبوعة
- زافارناما وهو شعر في عام 1868
- رواية مابعد الموت في عام 1910
- فرصات ماكتوب لاري مابعد الموت في عام 1910
- اشاري زيا شعر مابعد الموت في عام 1880
- مقالات شعرية وانشائية
- دفتاري امال اني نيتاليندا في
- تاكيبي بنت
- هارابات.

### الترجمات
- تاريخ فيردونتان اندولوس
- تاريخ تشاروال ولافلادان انقيسيزيون
- روسسودان امالي
- ترجم موليريادان تاتتروفو.

## وصلات خارجية
- ضياء باشا على موقع الموسوعة البريطانية (الإنجليزية)
- ضياء باشا على موقع ميوزك برينز (الإنجليزية)
- ضياء باشا على موقع ميوزك برينز (الإنجليزية)
- ضياء باشا على موقع ديسكوغز (الإنجليزية)